# John Juanda
John Juanda (Medan, 1971. július 8.) profi pókerjátékos. Indonéziában látta meg a napvilágot, kínai szülők gyermekeként, ma már az Amerikai Egyesült Államokban él.
Legnagyobb póker tournament nyereménye: $1.645.753
Póker tournament karrier össznyereménye: $14.980.324

### Fiatal évei
Juanda hamar megismerkedett a kártyával édesapja révén, de mivel gyermekkorától szigorúan tiltották a hazárdjátékoktól, éveken keresztül nem próbálta ki magát a szerencsejáték világában. John Juanda 1990-ben költözött az Egyesült Államokba, nagyszerű tanulmányi eredményeinek köszönhetően felvételt nyert az Oklahoma Állami Egyetem menedzsment szakára. Az egyetemet azonban korán otthagyta. Seattle-be költözött, az ottani egyetemen aratta az első sikereit. Továbbra sem a pókerasztaloknál, hanem a sportpályákon: a 200 méteres síkfutástól az 5000 méteresig kiemelkedő eredményeket ért el. Viszont ez volt az az időszak az életében, amikor anyagi problémái alakultak ki. Munkát vállalt, Biblia-ügynökként helyezkedett el. Délelőtt iskolába járt, délután házalt.

### Pókeres karrierjének kezdete
Egy barátokkal töltött hétvége alkalmával tévedt le először az egyik Seattle-i kaszinóba, ahol hamar kiderült számára, hogy a pókerasztal mellett több pénzt tud keresni, mint Biblia-ügynökként.

### Versenyeredményei
Első versenyét 1997. augusztus 2-án játszotta: a Los Angeles-i $100 Heavenly Hold'em-en a hatodik helyet szerezte meg. Az igazán nagy dobásra azonban még éveket kellett várnia: 2001. április 11-én megnyerte a „The Second Annual Jack Binion World Poker Open” $5.000-os No Limit Hold’em bajnokságát, ezzel $283.240-t zsebelt be. Az ezt követő évben megszerezte első WSOP karkötőjét is az $1 500-os Triple Draw Lowball Ace to Five döntő asztalánál diadalmaskodva. Juanda összesen öt alkalommal nyert a WSOP-n. A versenyekből származó bevételei meghaladják a 25 millió dollárt.

### World Series of Poker karkötői

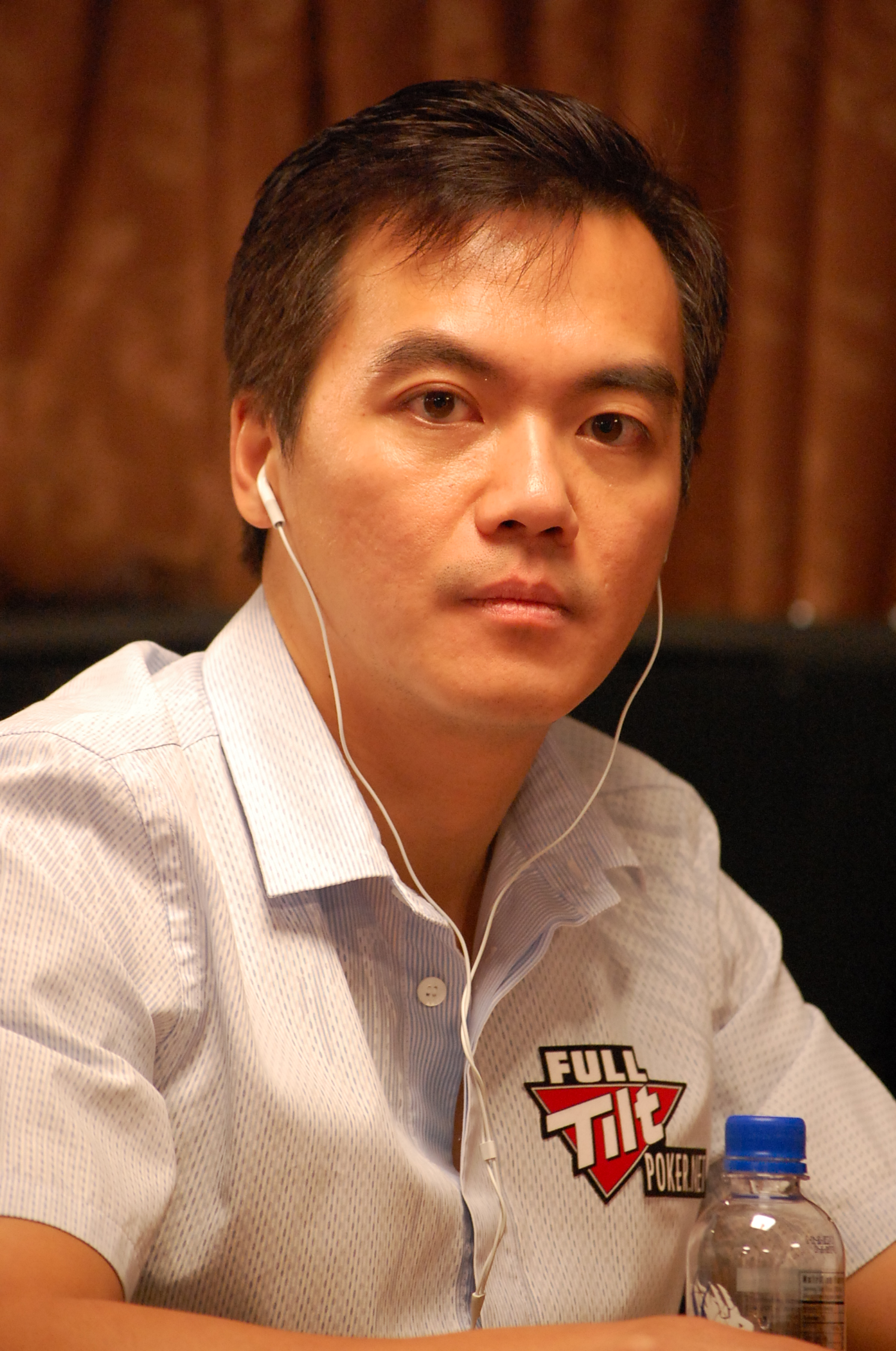
John Juanda

| Év   | Verseny                               | Díj (US$)  |
| 2002 | $1500 Triple Draw Lowball Ace to Five | $49 620    |
| 2003 | $2500 Seven Card Stud Hi-Lo Split     | $130 200   |
| 2003 | $2500 Pot Limit Omaha                 | $203 840   |
| 2008 | £10 000 No Limit Hold'em Main Event   | $1 539 250 |
| 2011 | $10 000 2–7 Draw Lowball Championship | $367 170   |

### Magánélete
Nagy figyelmet fordít a karitatív tevékenységre, a harmadik világ éhező gyermekeinek nyújt anyagi támogatást. Példaképe a Dalai Láma.